# بيل هيرنغ
بيل هيرنغ (بالإنجليزية: Bill Herring)‏ هو لاعب كرة قاعدة أمريكي، ولد في 31 أكتوبر 1893 في نيويورك في الولايات المتحدة، وتوفي في 10 سبتمبر 1962 في هونيسدال في الولايات المتحدة.

## وصلات خارجية
- بيل هيرنغ على موقعبيزبول رفرنس.كوم (الدوري الرئيسي) (الإنجليزية)
- بيل هيرنغ على موقعبيزبول رفرنس.كوم (الدوري الثانوي) (الإنجليزية)